# Elena Gusano Galindo
Elena Gusano Galindo (Madrid, 1949) és una escriptora espanyola en aragonès ansotano.
Llicenciada en Sociologia, Gusano va conèixer la llengua aragonesa a través de les dones de la seua família, ja que sa mare provenia d'Ansó i son pare de Fago, tots dos municipis situats en l'àmbit lingüístic de la variant ansotana de l'aragonès.

## Obra
És autora de Guisos y ditos en os fogarils d'antismás (2004), del relat curt Maiberal (2008), que va guanyar el concurs de relats curts en aragonès Premi de Relats Luis del Val organitzat per l'ajuntament de Sallent de Gállego, i de Yésica, un abrío d'agora (2010), la primera obra de teatre escrita en aragonès ansotano. Junt a Juan Karlos López-Mugartza va publicar l'article As cases d'Ansó. Oiconimia d'a billa d'Ansó (Uesca, Aragón) en Luenga & Fablas, 15-16, 2011-2012.
També és autora del documental Alacay el baile del ramo, presentat en el Festival Internacional de Documental Etnogràfic de Sobrarbe.